# ShondaLand
ShondaLand è una casa di produzione televisiva fondata e diretta da Shonda Rhimes (infatti la parola si compone del suo nome, Shonda, e land, ovvero "terra", "paese").

## Logo
Il logo della ShondaLand si presenta alla fine di ogni episodio di Grey's Anatomy, Private Practice, Off the Map, Le regole del delitto perfetto, Scandal, The Catch, Station 19 e For the People nel quale compare un cuore pulsante, circondato da una montagna russa su cui si muove un treno accompagnato da un suono distopico. Mentre durante Bridgerton appare una scritta con il nome della casa produttrice su sfondo bianco nei primi secondi, mentre lo sfondo è nero e la scritta bianca durante Inventing Anna.

## Programmi televisivi

### Show in collaborazione con Disney e ABC
- Grey's Anatomy - serie tv, 448 episodi (2005-in corso)
- Private Practice - serie tv, 111 episodi (2007-2013)
- Off the Map - serie tv, 13 episodi (2011)
- Scandal - serie tv, 124 episodi (2012-2018)
- How to Get Away with Murder - Le regole del delitto perfetto - serie tv, 90 episodi (2014-2020)
- The Catch - serie tv, 20 episodi (2016-2017)
- Still Star-Crossed - serie tv, 7 episodi (2017)
- For the People - serie tv, 17 episodi (2018-2019)
- Station 19 - serie tv, 105 episodi (2018-2024)

| Serie                          | Stagione televisiva | Stagione televisiva | Stagione televisiva | Stagione televisiva | Stagione televisiva | Stagione televisiva | Stagione televisiva | Stagione televisiva | Stagione televisiva | Stagione televisiva | Stagione televisiva | Stagione televisiva | Stagione televisiva | Stagione televisiva | Stagione televisiva | Stagione televisiva | Stagione televisiva | Stagione televisiva | Stagione televisiva | Stagione televisiva | Stagione televisiva | Stato     | N. episodi |
| Serie                          | 2004–05             | 2005–06             | 2006–07             | 2007–08             | 2008–09             | 2009–10             | 2010–11             | 2011–12             | 2012–13             | 2013–14             | 2014–15             | 2015–16             | 2016–17             | 2017–18             | 2018–19             | 2019–20             | 2020–21             | 2021-22             | 2022-23             | 2023-24             | 2024-25             | Stato     | N. episodi |
| ------------------------------ | ------------------- | ------------------- | ------------------- | ------------------- | ------------------- | ------------------- | ------------------- | ------------------- | ------------------- | ------------------- | ------------------- | ------------------- | ------------------- | ------------------- | ------------------- | ------------------- | ------------------- | ------------------- | ------------------- | ------------------- | ------------------- | --------- | ---------- |
| Grey's Anatomy                 | 1                   | 2                   | 3                   | 4                   | 5                   | 6                   | 7                   | 8                   | 9                   | 10                  | 11                  | 12                  | 13                  | 14                  | 15                  | 16                  | 17                  | 18                  | 19                  | 20                  | 21                  | In corso  | 448        |
| Private Practice               | Non in onda         | Non in onda         | Non in onda         | 1                   | 2                   | 3                   | 4                   | 5                   | 6                   | Non in onda         | Non in onda         | Non in onda         | Non in onda         | Non in onda         | Non in onda         | Non in onda         | Non in onda         | Non in onda         | Non in onda         | Non in onda         | Non in onda         | Terminata | 111        |
| Off the Map                    | Non in onda         | Non in onda         | Non in onda         | Non in onda         | Non in onda         | Non in onda         | 1                   | Non in onda         | Non in onda         | Non in onda         | Non in onda         | Non in onda         | Non in onda         | Non in onda         | Non in onda         | Non in onda         | Non in onda         | Non in onda         | Non in onda         | Non in onda         | Non in onda         | Terminata | 13         |
| Scandal                        | Non in onda         | Non in onda         | Non in onda         | Non in onda         | Non in onda         | Non in onda         | Non in onda         | 1                   | 2                   | 3                   | 4                   | 5                   | 6                   | 7                   | Non in onda         | Non in onda         | Non in onda         | Non in onda         | Non in onda         | Non in onda         | Non in onda         | Terminata | 124        |
| Le regole del delitto perfetto | Non in onda         | Non in onda         | Non in onda         | Non in onda         | Non in onda         | Non in onda         | Non in onda         | Non in onda         | Non in onda         | Non in onda         | 1                   | 2                   | 3                   | 4                   | 5                   | 6                   | Non in onda         | Non in onda         | Non in onda         | Non in onda         | Non in onda         | Terminata | 90         |
| The Catch                      | Non in onda         | Non in onda         | Non in onda         | Non in onda         | Non in onda         | Non in onda         | Non in onda         | Non in onda         | Non in onda         | Non in onda         | Non in onda         | 1                   | 2                   | Non in onda         | Non in onda         | Non in onda         | Non in onda         | Non in onda         | Non in onda         | Non in onda         | Non in onda         | Terminata | 20         |
| Still Star-Crossed             | Non in onda         | Non in onda         | Non in onda         | Non in onda         | Non in onda         | Non in onda         | Non in onda         | Non in onda         | Non in onda         | Non in onda         | Non in onda         | Non in onda         | 1                   | Non in onda         | Non in onda         | Non in onda         | Non in onda         | Non in onda         | Non in onda         | Non in onda         | Non in onda         | Terminata | 7          |
| For the People                 | Non in onda         | Non in onda         | Non in onda         | Non in onda         | Non in onda         | Non in onda         | Non in onda         | Non in onda         | Non in onda         | Non in onda         | Non in onda         | Non in onda         | Non in onda         | 1                   | 2                   | Non in onda         | Non in onda         | Non in onda         | Non in onda         | Non in onda         | Non in onda         | Terminata | 20         |
| Station 19                     | Non in onda         | Non in onda         | Non in onda         | Non in onda         | Non in onda         | Non in onda         | Non in onda         | Non in onda         | Non in onda         | Non in onda         | Non in onda         | Non in onda         | Non in onda         | 1                   | 2                   | 3                   | 4                   | 5                   | 6                   | 7                   | Non in onda         | Terminata | 77         |

### Show in collaborazione con Netflix
- Dance Dreams: Hot Chocolate Nutcracker - film documentario (2020)[1]
- Bridgerton - serie tv, 24 episodi (2020-in corso)[2][1]
- Inventing Anna - miniserie tv, 9 episodi (2022)[1][3][4]
- La regina Carlotta: Una storia di Bridgerton - miniserie tv, 6 episodi (2023)[5]
- The Residence - serie tv, 8 episodi (2025)[1][6]
- Notes on Love - serie tv[7]
- The Warmth of Other Suns[1]
- Pico & Sepulveda[1]
- Reset: My Fight for Inclusion and Lasting Change[1]
- Sunshine Scouts[1]
- Recursion[8]

| Show                                         | Anno        | Anno        | Anno        | Anno        | Anno        | Anno        | Stato     | N. episodi   |
| Show                                         | 2020        | 2021        | 2022        | 2023        | 2024        | 2025        | Stato     | N. episodi   |
| -------------------------------------------- | ----------- | ----------- | ----------- | ----------- | ----------- | ----------- | --------- | ------------ |
| Dance Dreams: Hot Chocolate Nutcracker       | Film        | Non in onda | Non in onda | Non in onda | Non in onda | Non in onda | Terminata | Documentario |
| Bridgerton                                   | 1           | Non in onda | 2           | Non in onda | 3           | Non in onda | Rinnovata | 24           |
| Inventing Anna                               | Non in onda | Non in onda | 1           | Non in onda | Non in onda | Non in onda | Terminata | 9            |
| La regina Carlotta: Una storia di Bridgerton | Non in onda | Non in onda | Non in onda | 1           | Non in onda | Non in onda | Terminata | 6            |
| The Residence                                | Non in onda | Non in onda | Non in onda | Non in onda | Non in onda | 1           | Terminata | 8            |